# Bỏng ngô

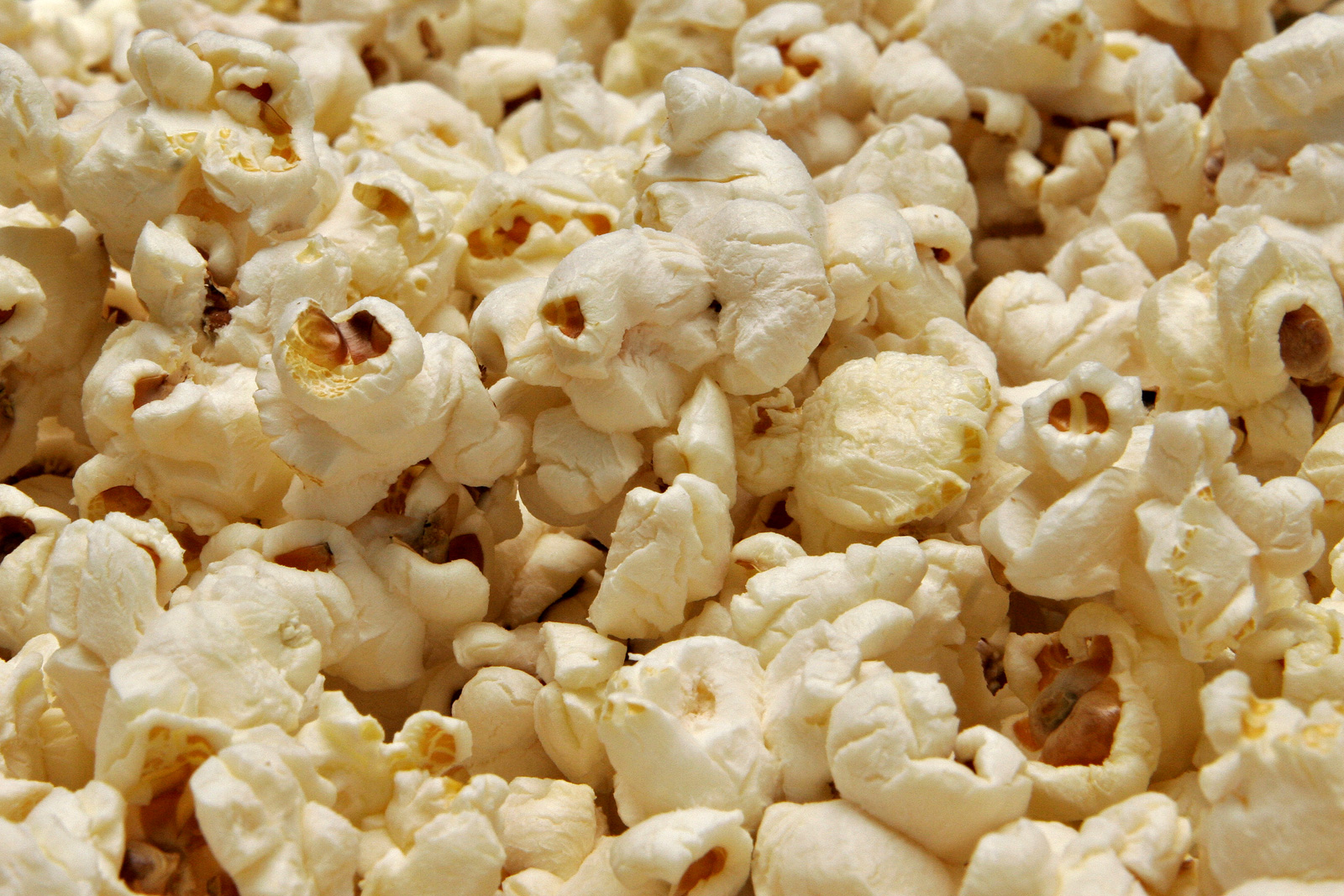
Bỏng ngô

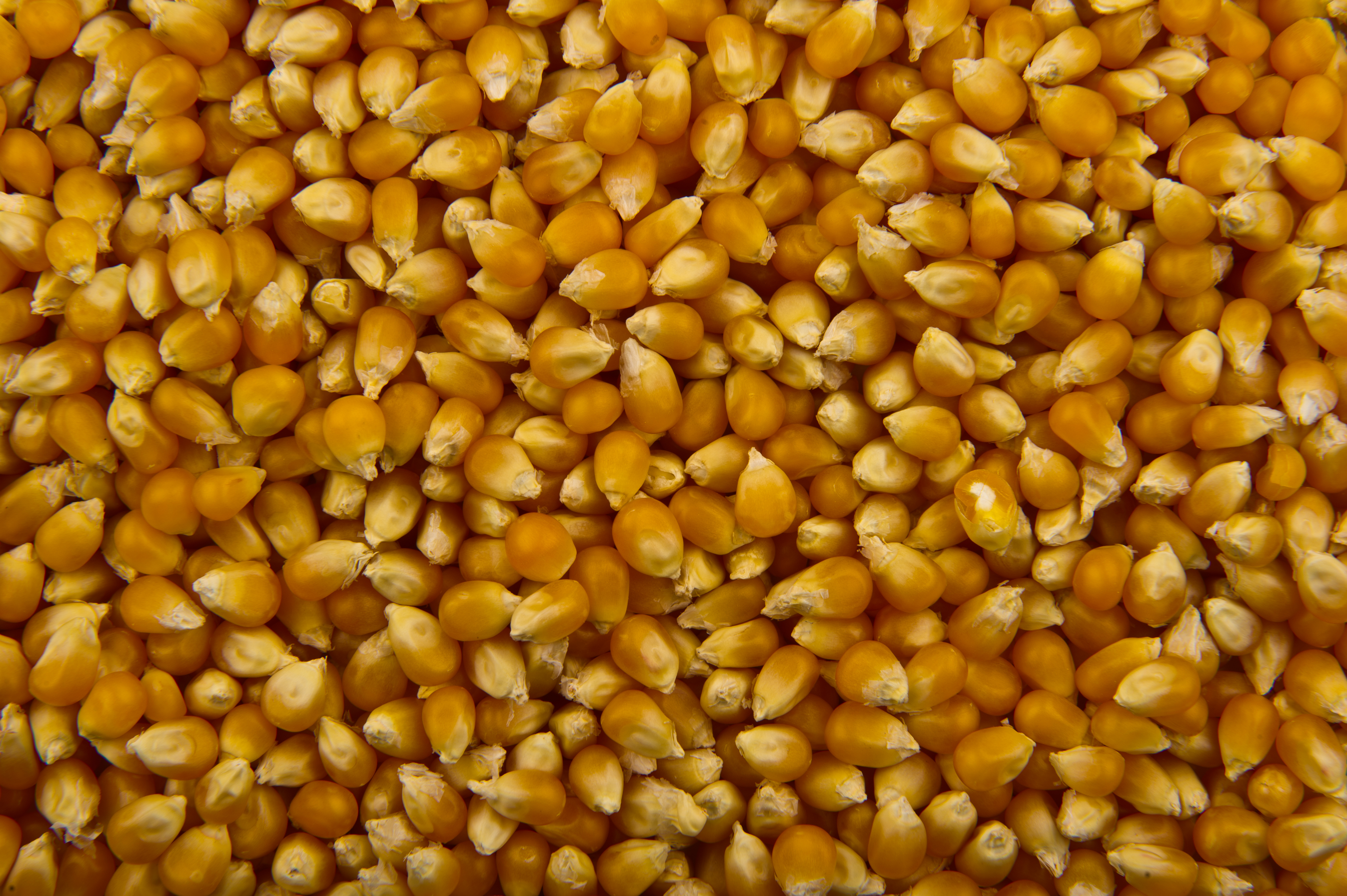

Bỏng ngô hay bắp rang là một dạng thức ăn vặt được làm từ ngô (bắp) bằng cách rang những hạt bắp và các hạt nổ bung ra khi tiếp xúc với nhiệt độ cao kết hợp với những tiếng nổ nhẹ phát ra. Đây là món ăn thông dụng và phổ biến trong các rạp chiếu phim.

## Giới thiệu
Nguyên nhân ngô bị nổ và bung ra là bởi một lượng nhỏ nước và tinh bột bị nén trong hạt được giải thoát. Khi nhiệt độ tăng, nước bắt đầu sôi và biến thành hơi nước, đồng thời áp lực bên trong hạt ngô bắt đầu mạnh hơn. Khi một hạt ngô không chịu đựng nổi áp lực bên trong nó sẽ nở bung ra. Các nhà khoa học khám phá yếu tố chính tạo ra khả năng nổ của hạt bắp là vỏ xenlulôza bao quanh cơm của chúng.
Bỏng ngô thường được làm từ giống ngô có tên gọi là Zea May. Đây là một trong 6 dòng ngô chính, là giống ngô duy nhất có thể "nổ bung" khi đem rang. Món ăn này rất giòn, thơm, hơi ngọt và giới trẻ phương Tây thường ưa thích loại bỏng ngô nướng bằng lò vi ba thường do có mùi vị thơm lừng tỏa khắp phòng lúc túi bắp được mở bung sau khi nướng xong.

## Lịch sử
Cách đây gần 3.600 năm người da đỏ ở châu Mỹ đã từng làm bỏng ngô bằng cát hay tro nóng. Những thổ dân Mỹ cho ngô nở trong ấm đất sét có một lỗ nhỏ trên nắp. Phương pháp này được áp dụng trước năm 1885. Sau khi Charles Cretors phát minh ra ấm hơi nước đầu tiên. Động cơ bánh xe cho phép làm bỏng ngô được đặt khắp nơi trên đất Mỹ - gần rạp chiếu phim, trong sở thú hay những phố xá đông đúc. Ngày nay, bỏng ngô đã trở thành một món ăn truyền thống ở Mỹ. Năm 1945, Percy Spencer, một nhà khoa học Mỹ đã phát hiện sự bức xạ sóng viba có thể làm nổ hạt ngô. Ông đã chứng minh nghi ngờ của mình trên các loại thực phẩm khác và kết luận sóng viba có thể dùng để nấu nướng.
Ở Mỹ, khi Chiến tranh Thế giới thứ hai nổ ra kéo theo sự khủng hoảng kinh tế vào những năm 1930-1940, giá cả thực phẩm trở nên đắt đỏ và bỏng ngô trở thành đồ ăn thiết yếu. Thời đó, giá một túi bỏng ngô rất rẻ, dao động từ 5 đến 10 cent. Trong khi các ngành kinh tế khác đều tụt dốc, bỏng ngô là cứu tinh cho những người nông dân nghèo khổ. thực tế 1 gói bỏng ngô tương đương với 1 suất ăn nhanh. 1 túi lớn bỏng ngô ngọt có chứa tới 1.800 calo – tương đương với 1 suất ăn lớn và 2 chai bia. 1 túi bỏng ngô mặn cũng chứa lượng calo không thua kém bỏng ngô ngọt là bao: 1.779 calo – tương đương với 3 suất pizza, bánh mỳ tỏi và 1 sa-lát. Ở Việt Nam, có một số cơ sở chế biến bỏng ngô rất mất vệ sinh an toàn thực phẩm, chế biến bằng tay, dùng đường có ruồi chết. Ngoài ra, có kết luận cho rằng Chất tạo mùi bơ trong bỏng ngô nướng bằng lò vi ba được cho là có thể làm tổn thương phổi gọi là bệnh phổi bỏng ngô nếu hít quá thường xuyên.